# Porträt des Vaters Franz Heinrich Corinth mit Weinglas
Das Porträt des Vaters Franz Heinrich Corinth mit Weinglas ist ein Gemälde des deutschen Malers Lovis Corinth. Das Bild ist ein Porträt seines Vaters und entstand als eines der Frühwerke Corinths im Jahr 1883 in München.

## Bildbeschreibung
Das Gemälde zeigt Franz Heinrich Corinth, den Vater des Künstlers, auf einem Stuhl an einem Tisch sitzend, im frontalen Porträt, auf dem er den Künstler und Betrachter direkt anschaut. Er trägt gutbürgerliche Kleidung, bestehend aus dunkler Hose mit dunkler Weste, einem weißen Hemd mit hellem Kragenbinder sowie einem dunklen Mantel. Über der Weste befindet sich eine goldene Uhrkette, deren Ende unter dem Mantel verschwindet. In der linken Hand, die einen goldenen Ring trägt, hält er eine Zigarre, während er auf der rechten Hand seinen Kopf aufstützt. Der rechte Ellenbogen stützt sich auf dem Tisch ab, auf dem sich auf einer hellen Decke ein goldener Weinpokal und eine rote Rose befinden. Den Hintergrund bildet eine grüne Wand.
Am oberen rechten Rand ist das Bild zweizeilig signiert und beschriftet mit „Lovis Corinth, München 1883“.

## Hintergrund und Entstehung
Lovis Corinth wuchs im ostpreußischen Tapiau als gemeinsamer Sohn des Gerbers und Landwirts Franz Heinrich Corinth und dessen Frau Wilhelmine Corinth auf. Er war das einzige gemeinsame Kind der beiden, hatte jedoch mütterlicherseits fünf Halbgeschwister. Seine Schulausbildung von 1866 bis 1873 erhielt er in Königsberg und er lebte während dieser Zeit bei seiner Tante, bevor er nach dem Tod seiner Mutter auf den heimischen Hof zurückkehrte. Sein Vater finanzierte ihm 1876 nach dem Verkauf des Hofes und der Gerberei eine Malerausbildung an der Kunstakademie Königsberg und er ging 1880 auf Empfehlung an die Akademie der Bildenden Künste München. Franz Heinrich Corinth blieb in Königsberg und lebte von seinen Besitztümern und wurde Ratsherr der Stadt.
Während des Studiums Corinths besuchte ihn sein Vater regelmäßig und begleitete ihn teilweise auch auf Reisen wie etwa 1884 nach Antwerpen. 1883 besuchte er ihn in München, wo Lovis Corinth ihn am Tisch sitzend porträtierte.

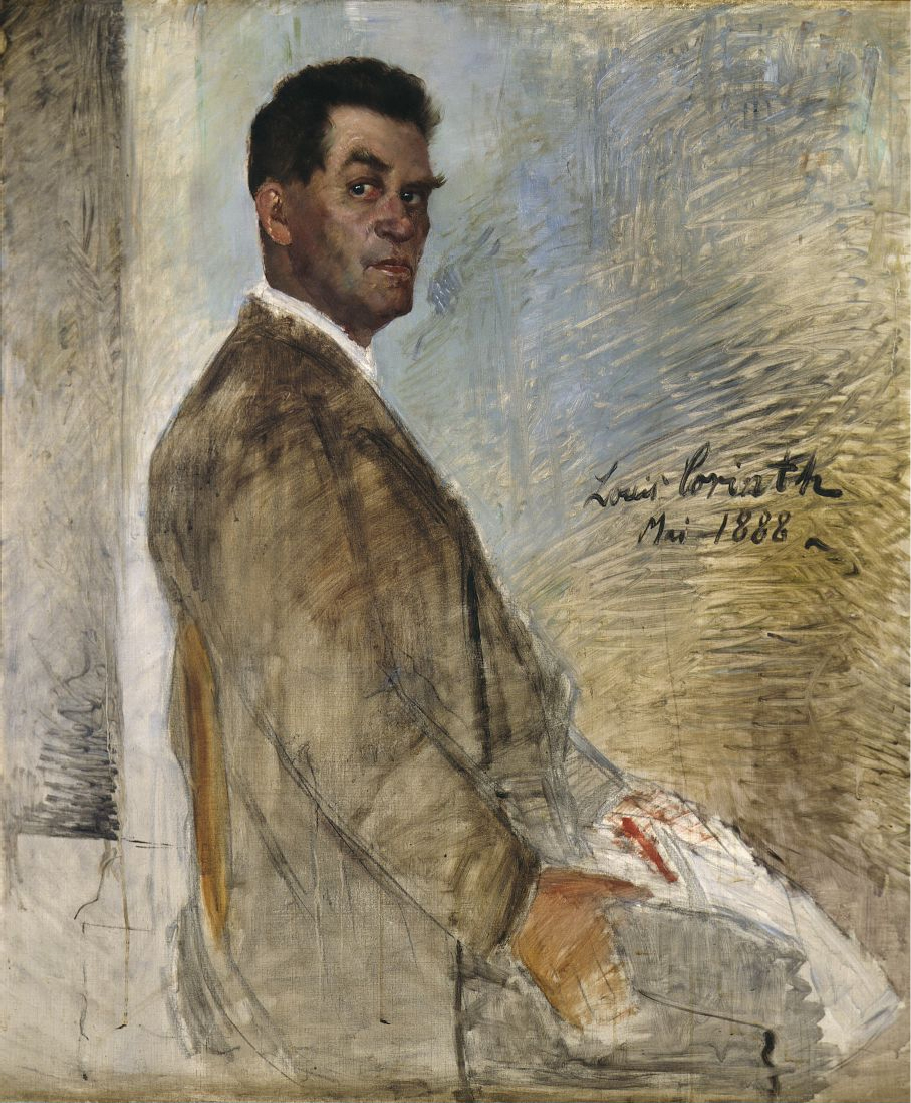
Porträt des Vaters Franz Heinrich Corinth, 1888

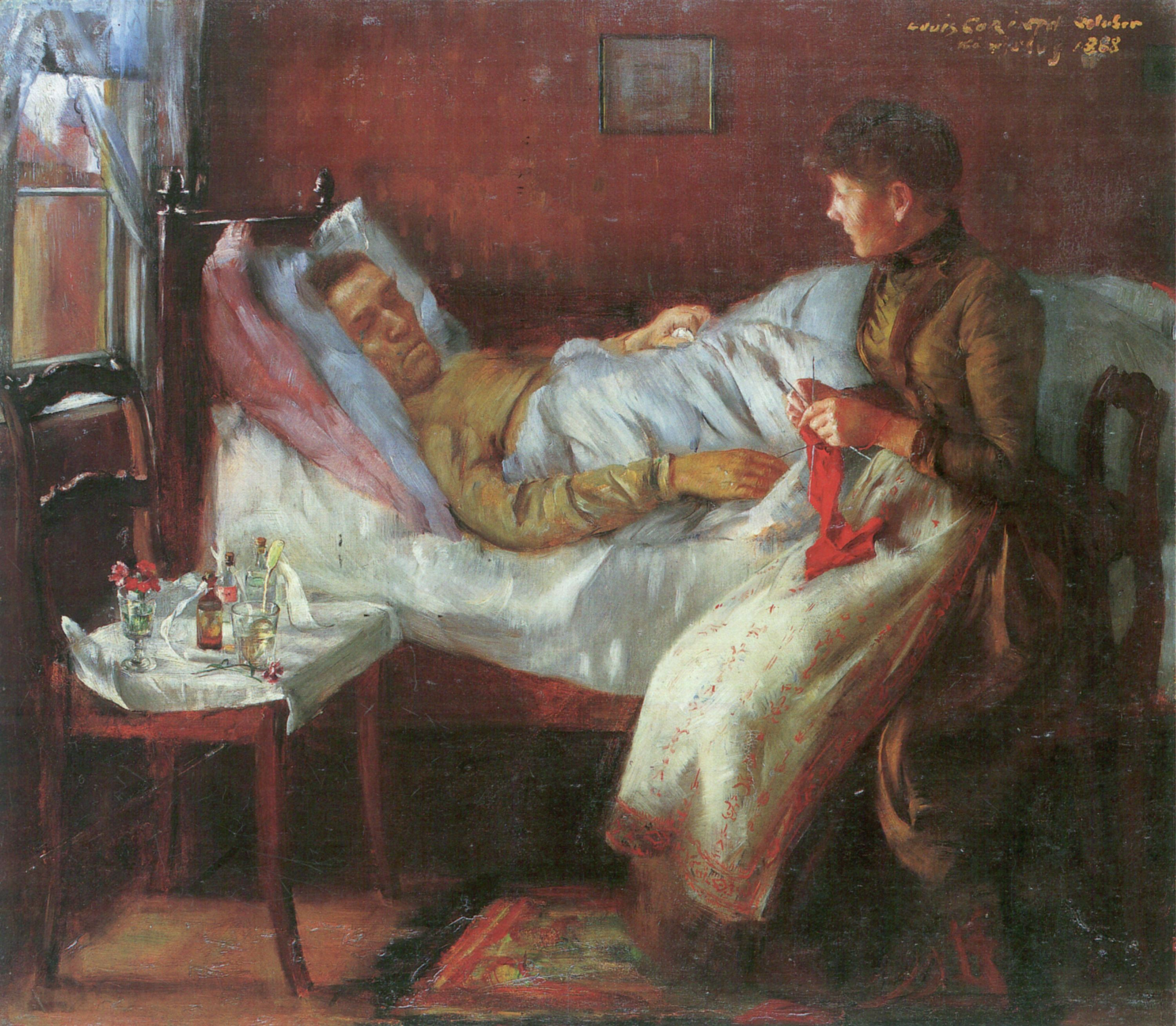
Vater Franz Heinrich Corinth auf dem Krankenlager, 1888

Im Jahr 1887 malte Corinth ein weiteres Porträt seines Vaters, diesmal sitzend auf einem Sofa mit einem Brief in der Hand, und im Jahr 1888, in dem sein Vater verstarb, porträtierte Corinth diesen in zwei weiteren Bildern, wobei er auf einem stehend in einem bräunlichen Rock und auf dem zweiten schlafend auf dem Krankenlager dargestellt ist.

## Rezeption
Lothar Brauner beschreibt das Gemälde als „Porträt eines angesehenen Mannes, der sich seiner Würde bewusst ist – ein Porträt in der Tradition der bürgerlichen Bildnismalerei der 1880er Jahre in München.“
Das Bild zeigt zudem die von Lovis Corinth aufgebrachte hohe Ehrung und Liebe gegenüber seinem Vater, der ihm das Studium der Malerei ermöglichte. Er selbst schrieb ihn in seiner Selbstbiografie: „Mein Vater, der nur die Dorfschule besucht hatte, aber eine große Intelligenz besaß, suchte sein höchstes Streben darin, seinen Jungen in die beste Schule zu bringen.“

## Provenienz und Ausstellungen
Das Bild Porträt des Vaters Franz Heinrich Corinth mit Weinglas entstand 1883 an der Kunstakademie in München nach einer Unterbrechung für den Militärdienst seines erst 1880 begonnenen Studiums als eines der Frühwerke Lovis Corinths. Es befand sich im Besitz des Kunsthändlers Fritz Gurlitt und später des Schweizer Malers Hermann Hirzel. Seit 1930 befindet es sich gemeinsam mit zahlreichen weiteren Gemälden und Grafiken des Künstlers im Besitz der Städtischen Galerie im Lenbachhaus (Inventarnummer G 2275).
Das Bild wurde erst 1923, zwei Jahre vor dem Tod Corinths, zum ersten Mal als Teil einer Ausstellung in der Nationalgalerie in Berlin öffentlich gezeigt. Ebenfalls hier war es Teil einer Ausstellung 1926 nach dem Tod Corinths. 1936 zeigte die Kunsthalle Basel das Bild und 1950 war es im Landesmuseum Hannover zu sehen. Weitere Ausstellungen erfolgten 1958 in Wolfsburg, Basel, Hannover und München. In der Tate Gallery in London wurde es 1959 und in der Neuen Galerie der Stadt Linz 1960 gezeigt. 1967 war es Teil einer Ausstellung beim Badischen Kunstverein Karlsruhe und 1975 in der Städtischen Galerie im Lenbachhaus. 1996 und 1997 fand eine Wanderausstellung der Werke Corinths statt, bei der das Bild im Haus der Kunst in München, der Nationalgalerie in Berlin, im Saint Louis Art Museum in St. Louis (USA) und der Tate Gallery in London gezeigt wurde.

## Belege
1. 1 2 3  Charlotte Berend-Corinth: Lovis Corinth. Werkverzeichnis. Neu bearbeitet von Béatrice Hernad. Bruckmann Verlag, München 1958, 1992; BC 8a, S. 56, ISBN 3-7654-2566-4.
2. 1 2 3 4  Lothar Brauner: Porträt des Vaters Franz Heinrich Corinth mit Weinglas In: Peter-Klaus Schuster, Christoph Vitali, Barbara Butts (Hrsg.): Lovis Corinth. Prestel, München 1996, S. 98–99, ISBN 3-7913-1645-1.
3. ↑  Charlotte Berend-Corinth: Lovis Corinth. Werkverzeichnis. Neu bearbeitet von Béatrice Hernad. Bruckmann Verlag, München 1958, 1992; BC 51, S. 62, ISBN 3-7654-2566-4.
4. ↑  Charlotte Berend-Corinth: Lovis Corinth. Werkverzeichnis. Neu bearbeitet von Béatrice Hernad. Bruckmann Verlag, München 1958, 1992; BC 56, S. 63, ISBN 3-7654-2566-4.
5. ↑  Charlotte Berend-Corinth: Lovis Corinth. Werkverzeichnis. Neu bearbeitet von Béatrice Hernad. Bruckmann Verlag, München 1958, 1992; BC 57, S. 63, ISBN 3-7654-2566-4.
6. ↑  Lovis Corinth: Selbstbiographie. Hirzel, Leipzig 1926, S. 62.
7. ↑  Franz Heinrich Corinth, der Vater des Künstlers von Lovis Corinth in der Sammlung der Städtischen Galerie im Lenbachhaus